# Диа, Мансур
Мансу́р Мамаду́ Диа́ (фр. Mansour Mamadou Dia; 27 декабря 1940, Дакар — 28 мая 1999) — сенегальский легкоатлет, специалист по прыжкам в длину и тройным прыжкам. Выступал за национальную сборную Сенегала по лёгкой атлетике в 1960-х и 1970-х годах, чемпион Всеафриканских игр, участник трёх летних Олимпийских игр.

## Биография
Мансур Диа родился 27 декабря 1940 года в Дакаре, Сенегал.
Впервые заявил о себе в лёгкой атлетике на взрослом международном уровне в сезоне 1964 года, когда вошёл в основной состав сенегальской национальной сборной и благодаря череде удачных выступлений удостоился права защищать честь страны на летних Олимпийских играх в Токио. В программе тройного прыжка сумел отобраться в финал и занял итоговое 13 место.
В 1965 году побывал на Всеафриканских играх в Браззавиле, откуда привёз награды серебряного и бронзового достоинства, выигранные в тройных прыжках и прыжках в длину соответственно.
Находясь в числе лидеров легкоатлетической команды Сенегала, благополучно прошёл отбор на Олимпийские игры в Мехико — в тройном прыжке вновь преодолел квалификационный этап и стал на сей раз восьмым.
В 1972 году отправился представлять страну на Олимпийских играх в Мюнхене, где занял шестое место.
После мюнхенской Олимпиады Диа ещё в течение некоторого времени оставался в составе сенегальской национальной сборной и продолжал принимать участие в крупнейших международных соревнованиях. Так, в 1973 году он выступил на Всеафриканских играх в Лагосе, где одержал победу в тройном прыжке и стал бронзовым призёром в прыжках в длину.